# Tupac: Zmartwychwstanie
Tupac: Zmartwychwstanie (ang. Tupac: Resurrection) – amerykański film dokumentalny z 2003 roku w reżyserii Lauren Lazin.
Obraz opowiadający o życiu i śmierci amerykańskiego rapera Tupaca Shakura. Historia jego życia jest opowiedziana przez niego samego. Jego wypowiedzi zostały zmontowane z wywiadów przeprowadzonych za życia. 
Do 1 lipca 2008 film zarobił 7,8 mln dolarów, co umieściło go na 11. miejscu w klasyfikacji najbardziej dochodowych dokumentów. W produkcję filmu było zaangażowanych także kilku innych artystów, min. Eminem i 50 Cent. Obraz był nominowany do Oscara za najlepszy pełnometrażowy film dokumentalny.